# Cisteller de la puna
El cisteller de la puna (Asthenes helleri) és una espècie d'ocell de la família dels furnàrids (Furnariidae). Ha estat ubicat al gènere Schizoeaca

## Hàbitat i distribució
Habita el sotabosc dens, bosquets de bambú i praderies humides dels Andes del sud-est de Perú.